# 沖田みつ
沖田 みつ（おきた みつ）は、江戸時代末期（幕末）から明治にかけての女性。妹にキン、弟に新選組一番隊長沖田総司。

## 生涯
天保4年（1833年） 、元陸奥国白河藩士沖田勝次郎（林太郎とも）の長女に生まれる。
弘化3年（1846年）、井上林太郎（後の沖田林太郎）と結婚して家督を存続させた。嘉永6年（1853年）1月、長男・芳次郎を出産。
その後、弟・総司は京で新選組、夫・林太郎は江戸で新徴組にそれぞれ属し江戸幕府側として働いた。慶応4年（1868年）、戊辰戦争が勃発し、江戸へ撤退してきた新選組から結核を患っていた弟・総司の看病を任されたとされる。5年ぶりの姉弟再会を果たしたが、まもなく夫や家族と共に江戸を脱出して庄内藩へ移った。なお、総司が死去したのはその直後である。
明治5年（1872年）、東京へ帰還。明治16年（1883年）、夫・林太郎が死去したため、転勤中の末男・卓吉を頼って満洲の旅順へ赴く。
明治40年（1907年）、満洲で死去。享年75。

## 演じた俳優
- 沢口靖子 - 『新選組!』（2004年、NHK大河ドラマ）